# George Ferguson (homme politique britanno-colombien)
Pour les articles homonymes, voir George Ferguson et Ferguson.
George Ferguson est un homme politique canadien de la Colombie-Britannique. Il est député provincial indépendant de la circonscription britanno-colombienne de Cariboo d'une élection partielle en 1879 à 1882.